# نگتکیب
نگتکیب (به لاتین: Ngetkib) یک منطقهٔ مسکونی در پالائو است که در استان ایرایی واقع شده‌است.